# Бакенов, Мухтар Мукашевич
Мухтар Мукашевич Бакенов (6 июля 1933, Баянаульский район Павлодарской области — 10 июля 2018) — советский и казахстанский учёный, доктор геолого-минералогических наук (1983), профессор (1985), академик НАН РК. Награждён орденом «Курмет» (2004).

## Биография
После окончания Казахского государственного университета (1956) работал геологом Акшатауского рудоуправления. В 1956—1960 годы геолог Майкаинском комплексной геолого-разведочной экспедиции. В 1960—1990 годах занимался научно-педагогической деятельностью в КазПТИ (ныне КазНТУ). В 1990—1992 годах председатель Комитета геологии и охраны недр Казахстана. С 1992 года преподает в КазНТУ. Основные научные труды посвящены изучению месторождений руд редких и драгоценных металлов Казахстана. Лауреат премии им. К. И. Сатпаева (1989).

## Основные работы
- Минерально-сырьевые ресурсы Казахстана, М.. 1973;
- Золоторудные формации Казахстана, А-А. 1976;
- Минерально-геохимические и потрохимические особенности золотого оруденения Жалаяр-Наиманской зоны, А.-А.. 1986 (соавт.);
- Неметаллические ископаемые Казахстана, А., 1990.